# Huis Martel

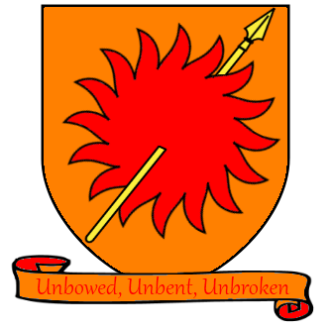
Embleem en motto van Huis Martel (Onoverwonnen, ongebogen, ongebroken)

Huis Martel (Engels: Martell) is een fictieve familie in George R.R. Martins boekenreeks Het lied van ijs en vuur. Huis Martel is het adellijke huis dat Dorne regeert. Huis Martel is gevestigd in Zonnespeer. In het wapenschild van huis Martel staat een gouden speer die een rode zon doorboort. Het motto van het huis is Onoverwonnen, Ongebogen, Ongebroken.

## Geschiedenis
De precieze oprichting van Huis Martel is onbekend. Zij waren een van de vele plaatselijke heren die om de heerschappij van Dorne streden.
Door het huwelijk van Mors Martel met de legendarische koningin van Rhoyne, Nymeria, konden hun gezamenlijke strijdkrachten Dorne veroveren. De volledige achternaam werd sinds die tijd Nymeros Martel. Behalve de achternaam herinneren meer Dornse gebruiken aan de Rhoynar-invloed. Opvolging gebeurt in Dorne door het oudste kind, dit in tegenstelling tot de rest van Westeros waar een dochter pas rechten heeft na alle zoons (en soms ook pas ná broers en neven). De heersers noemen zich Prins in plaats van Koning (vergelijk Prins van Wales).
Na de verovering van de Zeven Koninkrijken door de Targaryens behield Dorne zijn zelfstandigheid en wist veroveringspogingen van de Targaryens af te slaan. Na twee eeuwen voegde Dorne zich vrijwillig onder de heerschappij van de IJzeren Troon door het huwelijk van Daeron II de Goede met Myriah Martel, zuster van de toenmalige Prins van Dorne, Maron Martel die huwde met een Targaryenprinses. Uitdrukkelijk werd vastgelegd dat wetten uit de Zeven Koninkrijken niet zouden gelden voor Dorne.

## Stamboom
|         |         |         |         |         |         |  |  |                     |                     |                     |                     |                     |                     |  |  |          |          |          |          |          |          |  |  | Lewyn Martel | Lewyn Martel | Lewyn Martel | Lewyn Martel | Lewyn Martel | Lewyn Martel |  |  | Vrouwe van Dorne  | Vrouwe van Dorne  | Vrouwe van Dorne  | Vrouwe van Dorne  | Vrouwe van Dorne  | Vrouwe van Dorne  |  |  |       |       |       |       |       |       |  |  |                       |                       |                       |                       |                       |                       |  |  |                        |                        |                        |                        |                        |                        |  |  |              |              |              |              |              |              |
|         |         |         |         |         |         |  |  |                     |                     |                     |                     |                     |                     |  |  |          |          |          |          |          |          |  |  | Lewyn Martel | Lewyn Martel | Lewyn Martel | Lewyn Martel | Lewyn Martel | Lewyn Martel |  |  | Vrouwe van Dorne  | Vrouwe van Dorne  | Vrouwe van Dorne  | Vrouwe van Dorne  | Vrouwe van Dorne  | Vrouwe van Dorne  |  |  |       |       |       |       |       |       |  |  |                       |                       |                       |                       |                       |                       |  |  |                        |                        |                        |                        |                        |                        |  |  |              |              |              |              |              |              |
|         |         |         |         |         |         |  |  |                     |                     |                     |                     |                     |                     |  |  |          |          |          |          |          |          |  |  |              |              |              |              |              |              |  |  |                   |                   |                   |                   |                   |                   |  |  |       |       |       |       |       |       |  |  |                       |                       |                       |                       |                       |                       |  |  |                        |                        |                        |                        |                        |                        |  |  |              |              |              |              |              |              |
|         |         |         |         |         |         |  |  |                     |                     |                     |                     |                     |                     |  |  |          |          |          |          |          |          |  |  |              |              |              |              |              |              |  |  |                   |                   |                   |                   |                   |                   |  |  |       |       |       |       |       |       |  |  |                       |                       |                       |                       |                       |                       |  |  |                        |                        |                        |                        |                        |                        |  |  |              |              |              |              |              |              |
| Doran   | Doran   | Doran   | Doran   | Doran   | Doran   |  |  | Mellario van Norvos | Mellario van Norvos | Mellario van Norvos | Mellario van Norvos | Mellario van Norvos | Mellario van Norvos |  |  | Mors     | Mors     | Mors     | Mors     | Mors     | Mors     |  |  | Olyvar       | Olyvar       | Olyvar       | Olyvar       | Olyvar       | Olyvar       |  |  | Rhaegar Targaryen | Rhaegar Targaryen | Rhaegar Targaryen | Rhaegar Targaryen | Rhaegar Targaryen | Rhaegar Targaryen |  |  | Elia  | Elia  | Elia  | Elia  | Elia  | Elia  |  |  | Verschillende vrouwen | Verschillende vrouwen | Verschillende vrouwen | Verschillende vrouwen | Verschillende vrouwen | Verschillende vrouwen |  |  | Oberyn 'de Rode Adder' | Oberyn 'de Rode Adder' | Oberyn 'de Rode Adder' | Oberyn 'de Rode Adder' | Oberyn 'de Rode Adder' | Oberyn 'de Rode Adder' |  |  | Ellaria Sand | Ellaria Sand | Ellaria Sand | Ellaria Sand | Ellaria Sand | Ellaria Sand |
| Doran   | Doran   | Doran   | Doran   | Doran   | Doran   |  |  | Mellario van Norvos | Mellario van Norvos | Mellario van Norvos | Mellario van Norvos | Mellario van Norvos | Mellario van Norvos |  |  | Mors     | Mors     | Mors     | Mors     | Mors     | Mors     |  |  | Olyvar       | Olyvar       | Olyvar       | Olyvar       | Olyvar       | Olyvar       |  |  | Rhaegar Targaryen | Rhaegar Targaryen | Rhaegar Targaryen | Rhaegar Targaryen | Rhaegar Targaryen | Rhaegar Targaryen |  |  | Elia  | Elia  | Elia  | Elia  | Elia  | Elia  |  |  | Verschillende vrouwen | Verschillende vrouwen | Verschillende vrouwen | Verschillende vrouwen | Verschillende vrouwen | Verschillende vrouwen |  |  | Oberyn 'de Rode Adder' | Oberyn 'de Rode Adder' | Oberyn 'de Rode Adder' | Oberyn 'de Rode Adder' | Oberyn 'de Rode Adder' | Oberyn 'de Rode Adder' |  |  | Ellaria Sand | Ellaria Sand | Ellaria Sand | Ellaria Sand | Ellaria Sand | Ellaria Sand |
|         |         |         |         |         |         |  |  |                     |                     |                     |                     |                     |                     |  |  |          |          |          |          |          |          |  |  |              |              |              |              |              |              |  |  |                   |                   |                   |                   |                   |                   |  |  |       |       |       |       |       |       |  |  |                       |                       |                       |                       |                       |                       |  |  |                        |                        |                        |                        |                        |                        |  |  |              |              |              |              |              |              |
|         |         |         |         |         |         |  |  |                     |                     |                     |                     |                     |                     |  |  |          |          |          |          |          |          |  |  |              |              |              |              |              |              |  |  |                   |                   |                   |                   |                   |                   |  |  |       |       |       |       |       |       |  |  |                       |                       |                       |                       |                       |                       |  |  |                        |                        |                        |                        |                        |                        |  |  |              |              |              |              |              |              |
| Arianne | Arianne | Arianne | Arianne | Arianne | Arianne |  |  | Quentyn             | Quentyn             | Quentyn             | Quentyn             | Quentyn             | Quentyn             |  |  | Trystane | Trystane | Trystane | Trystane | Trystane | Trystane |  |  |              |              |              |              |              |              |  |  | Rhaenys           | Rhaenys           | Rhaenys           | Rhaenys           | Rhaenys           | Rhaenys           |  |  | Aegon | Aegon | Aegon | Aegon | Aegon | Aegon |  |  | Obara Sand            | Obara Sand            | Obara Sand            | Obara Sand            | Obara Sand            | Obara Sand            |  |  |                        |                        |                        |                        |                        |                        |  |  | Loreza Sand  | Loreza Sand  | Loreza Sand  | Loreza Sand  | Loreza Sand  | Loreza Sand  |
| Arianne | Arianne | Arianne | Arianne | Arianne | Arianne |  |  | Quentyn             | Quentyn             | Quentyn             | Quentyn             | Quentyn             | Quentyn             |  |  | Trystane | Trystane | Trystane | Trystane | Trystane | Trystane |  |  |              |              |              |              |              |              |  |  | Rhaenys           | Rhaenys           | Rhaenys           | Rhaenys           | Rhaenys           | Rhaenys           |  |  | Aegon | Aegon | Aegon | Aegon | Aegon | Aegon |  |  | Obara Sand            | Obara Sand            | Obara Sand            | Obara Sand            | Obara Sand            | Obara Sand            |  |  |                        |                        |                        |                        |                        |                        |  |  | Loreza Sand  | Loreza Sand  | Loreza Sand  | Loreza Sand  | Loreza Sand  | Loreza Sand  |
|         |         |         |         |         |         |  |  |                     |                     |                     |                     |                     |                     |  |  |          |          |          |          |          |          |  |  |              |              |              |              |              |              |  |  |                   |                   |                   |                   |                   |                   |  |  |       |       |       |       |       |       |  |  |                       |                       |                       |                       |                       |                       |  |  |                        |                        |                        |                        |                        |                        |  |  |              |              |              |              |              |              |
|         |         |         |         |         |         |  |  |                     |                     |                     |                     |                     |                     |  |  |          |          |          |          |          |          |  |  |              |              |              |              |              |              |  |  |                   |                   |                   |                   |                   |                   |  |  |       |       |       |       |       |       |  |  | Nymeria Sand          | Nymeria Sand          | Nymeria Sand          | Nymeria Sand          | Nymeria Sand          | Nymeria Sand          |  |  |                        |                        |                        |                        |                        |                        |  |  | Obella Sand  | Obella Sand  | Obella Sand  | Obella Sand  | Obella Sand  | Obella Sand  |
|         |         |         |         |         |         |  |  |                     |                     |                     |                     |                     |                     |  |  |          |          |          |          |          |          |  |  |              |              |              |              |              |              |  |  |                   |                   |                   |                   |                   |                   |  |  |       |       |       |       |       |       |  |  | Nymeria Sand          | Nymeria Sand          | Nymeria Sand          | Nymeria Sand          | Nymeria Sand          | Nymeria Sand          |  |  |                        |                        |                        |                        |                        |                        |  |  | Obella Sand  | Obella Sand  | Obella Sand  | Obella Sand  | Obella Sand  | Obella Sand  |
|         |         |         |         |         |         |  |  |                     |                     |                     |                     |                     |                     |  |  |          |          |          |          |          |          |  |  |              |              |              |              |              |              |  |  |                   |                   |                   |                   |                   |                   |  |  |       |       |       |       |       |       |  |  |                       |                       |                       |                       |                       |                       |  |  |                        |                        |                        |                        |                        |                        |  |  |              |              |              |              |              |              |
|         |         |         |         |         |         |  |  |                     |                     |                     |                     |                     |                     |  |  |          |          |          |          |          |          |  |  |              |              |              |              |              |              |  |  |                   |                   |                   |                   |                   |                   |  |  |       |       |       |       |       |       |  |  | Tyene Sand            | Tyene Sand            | Tyene Sand            | Tyene Sand            | Tyene Sand            | Tyene Sand            |  |  |                        |                        |                        |                        |                        |                        |  |  | Dorea Sand   | Dorea Sand   | Dorea Sand   | Dorea Sand   | Dorea Sand   | Dorea Sand   |
|         |         |         |         |         |         |  |  |                     |                     |                     |                     |                     |                     |  |  |          |          |          |          |          |          |  |  |              |              |              |              |              |              |  |  |                   |                   |                   |                   |                   |                   |  |  |       |       |       |       |       |       |  |  | Tyene Sand            | Tyene Sand            | Tyene Sand            | Tyene Sand            | Tyene Sand            | Tyene Sand            |  |  |                        |                        |                        |                        |                        |                        |  |  | Dorea Sand   | Dorea Sand   | Dorea Sand   | Dorea Sand   | Dorea Sand   | Dorea Sand   |
|         |         |         |         |         |         |  |  |                     |                     |                     |                     |                     |                     |  |  |          |          |          |          |          |          |  |  |              |              |              |              |              |              |  |  |                   |                   |                   |                   |                   |                   |  |  |       |       |       |       |       |       |  |  |                       |                       |                       |                       |                       |                       |  |  |                        |                        |                        |                        |                        |                        |  |  |              |              |              |              |              |              |
|         |         |         |         |         |         |  |  |                     |                     |                     |                     |                     |                     |  |  |          |          |          |          |          |          |  |  |              |              |              |              |              |              |  |  |                   |                   |                   |                   |                   |                   |  |  |       |       |       |       |       |       |  |  | Sarella Sand          | Sarella Sand          | Sarella Sand          | Sarella Sand          | Sarella Sand          | Sarella Sand          |  |  |                        |                        |                        |                        |                        |                        |  |  | Elia Sand    | Elia Sand    | Elia Sand    | Elia Sand    | Elia Sand    | Elia Sand    |
|         |         |         |         |         |         |  |  |                     |                     |                     |                     |                     |                     |  |  |          |          |          |          |          |          |  |  |              |              |              |              |              |              |  |  |                   |                   |                   |                   |                   |                   |  |  |       |       |       |       |       |       |  |  | Sarella Sand          | Sarella Sand          | Sarella Sand          | Sarella Sand          | Sarella Sand          | Sarella Sand          |  |  |                        |                        |                        |                        |                        |                        |  |  | Elia Sand    | Elia Sand    | Elia Sand    | Elia Sand    | Elia Sand    | Elia Sand    |

## Martels inHet Lied van IJs en Vuur

### Doran
De Prins van Dorne en Heer van Zonnespeer, Doran Martel is al in de vijftig en heeft zoveel last van jicht dat hij nauwelijks kan lopen. Gewoonlijk laat hij zich vervoeren in een draagstoel of een wagen. Meestal verblijft hij in de zomerresidentie van de Martels: de Water Gardens waar het klimaat milder is dan in Zonnespeer. Om zijn gezondheidsproblemen te verbergen mogen slechts zeer weinig mensen hem zien. Meestal spreekt hij alleen zijn vertrouwde adviseurs waaronder zijn broer Oberyn. De Dorners hebben de reputatie heethoofdige emotionele mensen te zijn maar Doran voldoet niet aan dat beeld. Hij is zeer voorzichtig en terughoudend en heeft een realistische kijk op de wereld en de relatieve zwakte van zijn rijk.
Na Roberts dood weigerde Doran om trouw te zweren aan zijn opvolger Joffrey Baratheon en overwoog Renly Baratheon te steunen. Om dit te voorkomen deed Tyrion Lannister Doran een drievoudig aanbod:
- Een huwelijk tussen Dorans zoon Trystane en Myrcella Baratheon. Myrcella werd meteen naar Zonnespeer gestuurd waarmee ze in feite ook een gijzelaar werd.
- Bestraffing van de moordenaars van Dorans zuster Elia.
- Een zetel in de Kleine Raad van de Koning.

Gezien zijn ziekte stuurde Doran zijn broer Oberyn in zijn plaats naar Koningslanding. Zowel voor de zetel als voor de rechtvaardigheid.
Oberyn stierf echter in Koningslanding tijdens een tweegevecht met de vermoedelijke moordenaar van Elia, Gregor Clegane. Oberyn was populair geweest in Dorne en veel mensen wilden wraak voor zijn dood. Met name zijn dochters drongen bij Doran aan op het voeren van oorlog tegen de IJzeren Troon. Doran wist dat Dorne niet sterk genoeg was om alleen op te kunnen tegen de IJzeren Troon en zette Oberyns dochters gevangen. Hierop deed zijn dochter Arianne een poging om Myrcella te kronen tot koningin van de Zeven Koninkrijken. Volgens de wetten van Dorne kwamen haar rechten vóór die van haar jongere broer Tommen die na de dood van Joffrey in Koningslanding was gekroond. Doran was op de hoogte van haar samenzwering door een onbekende informant en liet zijn dochter gevangenzetten. Tijdens een gesprek met haar onthulde hij dat hij jarenlang bezig was geweest om bondgenoten te zoeken voor een wraakoorlog tegen Huis Lannister. In het kader van deze plannen had Arianne moeten trouwen met Viserys Targaryen, een plan dat door de dood van de laatste mislukte.
Doran Martel wordt in de HBO-televisieserie Game of Thrones gespeeld door Alexander Siddig.

### Mellario van Norvos
Mellario is de vrouw van Doran. Ze ontmoetten elkaar tijdens een reis van Doran die hem in de Vrije Steden bracht en werden verliefd.
Ze trouwden en Mellario kwam naar Zonnespeer samen met haar begeleider/lijfwacht Areo Hotah. Het huwelijk tussen Doran en Mellario liep stuk door cultuurverschillen. Het onderbrengen van Quentyn bij Heer Yronwood als zijn pleegkind, een constructie die in de Zeven Koninkrijken gebruikelijk is was de druppel die de emmer uiteindelijk deed overlopen. Hierna keerde Mellario terug naar haar familie in Norvos.

### Arianne
Het oudste kind van Doran en Mellario, Arianne, is erfgenaam van Zonnespeer conform de wetten van Dorne. Zij is een mooie jonge vrouw. Ze heeft een olijfkleurige huid, grote donkere ogen, en zwart krullend haar. Ondanks haar schoonheid en positie, is Arianne nog ongehuwd op de leeftijd van 23. Zij is berekend, avontuurlijk en fel. Wat ze ziet wil ze hebben en tot elke prijs. Arianne heeft zich omringd zich met een kliek vertrouwelingen waaronder Sylva Santagar en Ser Gerold Dayne die haar begeleiden. Zij is ook uiterst close met haar de kinderen van Oberyn die ook wel Zandslangen worden genoemd. Vooral Tyene Sand is een goede vriendin.
Arianne verschijnt als karakter voor het eerst in het deel Een feestmaal voor kraaien. Zij is al lang ontevreden met haar vader. Ze vindt hem zwak en overvoorzichtig. Tijdens het verblijf van haar vader (wegens zijn ziekte) in de Water Gardens werd ze formeel belast met het bestuur van Dorne maar feitelijk had haar oom Oberyn, in opdracht van Doran, alle touwtjes in handen. Hierdoor en doordat Doran Arianne allerlei oude, bijna bejaarde mannen voorstelde als huwelijkskandidaat, verloor zij verder het vertrouwen in haar vader. Ze begon te geloven dat hij haar niet wilde als zijn opvolger en feitelijk zijn zoon Quentyn trainde als toekomstige Heerser van Dorne. De dood van Oberyn spoorde Arianne aan om in actie te komen, temeer ze wist dat haar vader zoals gebruikelijk niks zou doen. Ze probeerde met behulp van haar minnaar Ser Arys Eikhart Myrcella Baratheon, waarvan Eikhart de lijfwacht was, te ontvoeren om haar tot Koningin van de Zeven Koninkrijken te kronen. Deze daad zou leiden tot oorlog met de IJzeren Troon. Deze oorlog zou de eer van haar huis moeten herstellen door de dood van haar oom Oberyn en tante Elia te wreken. Het plan werd verraden en tijdens hun gevangenneming werd Eikhart gedood. Arianne werd in een eenzame maar aangename cel opgesloten zonder metgezellen. Ze deed verscheidene pogingen te ontvluchten of haar vader te mogen spreken maar zonder succes. Na een hongerstaking werd ze eindelijk toegelaten haar vader te zien. Wat volgde was een pijnlijk gesprek van twee kanten. Doran verweet Arianne haar ongehoorzaamheid en feitelijke staatsgreep, terwijl Arianne haar vader zijn zwakheid en lafheid verweet. Hierna onthulde Doran zijn plannen. Hij had haar alleen oudere huwelijkskandidaten aangeboden omdat hij wist dat ze die zou weigeren. Zijn echte bedoeling was om haar te laten trouwen met Viserys Targaryen, de zoon van de laatste Targaryen-koning. Zij zou dan koningin van Westeros worden en Dorne zou naar Quentyn gaan (zoals Arianne dacht, maar om verkeerde redenen). Viserys' dood liet dit mislukken maar Quentyn bevond zich nog steeds in het oosten om de hartenwens van de Martels, wraak voor de dood van Elia, uit te laten komen.

### Quentyn
Quentyn Martel is de oudste zoon van Doran Martel, maar niet zijn erfgenaam ten gevolge van wet van Dorne. Quentyn werd grootgebracht als pleegkind van Heer Anders Yronwood om vrede met het huis te maken, nadat de vorige heer Yronwood aan zijn verwondingen stierf, gekregen tijdens zijn duel met Oberyn.
Quentyn is door Doran op een reis naar het Oosten gezonden om de hartenwens van zijn familie te vervullen. Doran heeft niet precies onthuld wat die wens is, het gaat om "wraak," "rechtvaardigheid" en "Vuur en Bloed." De laatste twee woorden zijn het motto van Huis Targaryen.

### Trystane
Trystane Martel is de jongste zoon en het derde kind van Doran en Mellario. Hij is donker van kleur, met glanzend zwart haar.
Trystane was verloofd met Myrcella Baratheon om Koning Joffrey van de steun van Dorne te verzekeren in de Oorlog van de Vijf Koningen. De twee kinderen kunnen naar verluidt het samen goed vinden.
Trystane Martel wordt in de HBO-televisieserie Game of Thrones gespeeld door Toby Sebastian.

### Elia
Elia, de zuster van Doran en Oberyn had een zeer hechte band met Oberyn. Zij huwde met Rhaegar Targaryen, de Prins van Dragonstone en erfgenaam van de IJzeren Troon, en baarde hem twee kinderen: een dochter, Rhaenys, en een zoon, Aegon. Zij werd beschouwd als goede en verfijnde vrouw, hoewel van gevoelige gezondheid. Tijdens het Toernooi van Harrenhal kroonde haar echtgenoot na zijn overwinning Lyanna Stark als Koningin van Liefde en Schoonheid in plaats van Elia. Algemeen werd dit beschouwd als een belediging, maar haar reactie was onbekend. De oorlog die volgde op Roberts Rebellie brachten Elia en haar kinderen door in de Red Keep. King Aerys II gebruikte haar als gijzelaar om de gehoorzaamheid van Dorne af te dwingen. Nadat de Lannisters Koningslanding binnenvielen werd de stad geplunderd en Elia verkracht en vermoord met haar kinderen. Algemeen bekend was dat de dader Gregor Clegane was, een ridder in dienst van Tywin Lannister, met enkele andere vazallen van de Lannisters.

### Oberyn
Oberyn is de heethoofdige jongere broer van Doran. In zijn jeugd werd hij betrapt met de minnares van heer Yronwood. Deze daagde de jonge Oberyn uit tot een duel om zijn eer te herstellen. Beiden raakten lichtgewond maar heer Yronwood stierf later en er gaan geruchten dat Oberyn zijn zwaard had vergiftigd. Sindsdien wordt Oberyn de Rode Adder genoemd. Oberyn heeft veel gereisd en veel avonturen beleefd. Hij heeft gewerkt als huurling en gestudeerd bij de Citadel. Tijdens een toernooi verwondde hij Willas Tyrell, wat hem de vijandschap van diens huis opleverde. Desondanks koestert de licht kreupel geworden Willas geen wrok tegen Oberyn. Uit diverse verbintenissen heeft Oberyn acht bastaarddochters, die de Zandslangen genoemd worden. Vier van hen zijn van zijn huidige minnares Ellaria. Sommige geruchten stellen dat hij biseksueel is. Na de dood van Elia wilde Oberyn haar wreken en probeerde Dorne Viserys te laten steunen. Doran en Jon Arryn voorkwamen dit. Sindsdien koestert hij nog steeds wraakgevoelens.
Oberyn ging naar Koningslanding om de plek van zijn broer in de Kleine Raad in te nemen, en rechtvaardigheid voor de moord van zijn zuster te verkrijgen zoals was beloofd door Tyrion Lannister. Oberyn voelde dat de Lannisters dit laatste niet zouden geven en begon amok te maken. Het hielp niet dat de Tyrells eveneens in de stad waren gezien de eeuwenlange vete tussen de Reach en Dorne. De beschuldiging dat Tyrion Joffrey zou hebben vermoord bood Oberyn de kans om de vermoedelijke moordenaar van Elia te bevechten. Tyrion had om een gerechtelijke tweekamp gevraagd om zijn onschuld te bewijzen en zijn kampioen zou zich moeten meten met Gregor Clegane. Oberyn slaagde erin Gregor dodelijke verwondingen toe te brengen en hem te laten bekennen dat hij Elia inderdaad had vermoord maar in een laatste krachtsinspanning wist Clegane Oberyn vast te grijpen en dood te slaan. De verwondingen die Oberyn Clegane had toegebracht waren zo ernstig dat Clegane in de dagen volgend op het gevecht langzaam onder grote pijnen stierf.
Oberyn Martel wordt in de HBO-televisieserie Game of Thrones gespeeld door Pedro Pascal.

### De Zandslangen
Oberyns acht bastaarddochters, van verschillende vrouwen, worden collectief de Zandslangen genoemd. De oudste Zandslangen zijn metgezellen en vertrouwelingen van hun nicht Arianne. Ze verschillen veel in uiterlijk maar van allen wordt gezegd dat zij de ogen van hun vader te hebben. Leden:
- Obara, haar moeder was een prostituee van Oldtown. Ze heeft zich toegewijd aan de krijgskunst aangezien zij zich als een strijder beschouwt. Zij is donker en een stevig gebouwde vrouw en geldt niet als een schoonheid.
- Nymeria, wordt ook wel Vrouwe Nym genoemd. Haar moeder was een edelvrouw van het Oude Volantis. Nymeria is elegant, geraffineerd, en mooi met donkere ogen en zijdeachtig zwart haar gebonden in een vlecht met koperdraden.
- Tyene, zij is de dochter een septa. Tyene staat het dichtst bij haar nichtje Arianne. Zij is befaamd om haar vaardigheden in kruiden en vergif. Zij kan met haar blonde haar en blauwe ogen als de personificatie van onaardse onschuld overkomen. Evengoed heeft zij een goed verstand en kan zeer berekenend zijn.
- Sarella, haar moeder is een handelaar van de Zomereilanden. Sarella was kapitein van haar eigen schip op haar negentiende.
- Elia van Ellaria Sand, Oberyns huidige minnares en kleindochter van Heer Harmen Uller. Zij schijnt naar Prinses Elia genoemd te zijn.
- Dorea van Ellaria.
- Loreza van Ellaria.
- Obella van Ellaria.

Na de dood van hun vader, begonnen de oudste van de Zandslangen, Obara, Nymeria en Tyene, Doran onder druk te zetten om een vergeldingsoorlog te voeren. Ze hitsten hierbij het gewone volk op waarbij Oberyn populair was. Prins Doran werd bezorgd dat hun acties zijn eigen regering zou ondermijnen en liet hen opsluiten. De oudste in de torencellen in kasteel Zonnespeer, de jongste vier werden met Ellaria afgezonderd in de Water Gardens om te verhinderen dat anderen hen zouden gebruiken. De enige die niet opgepakt werd was Sarella die ergens in Oldtown was.
Ellaria Sand wordt in de HBO-televisieserie Game of Thrones gespeeld door Indira Varma. 

Obara Sand wordt gespeeld door Keisha Castle-Hughes. 

Nymeria Sand wordt gespeeld door Jessica Henwick. 

Tyene Sand wordt gespeeld door Rosabell Laurenti Sellers.

## Vazallen
- Allyrion van Godengenade (Godsgrace).
- Swartmont (Blackmont) van Swartmont (Blackmont).
- Dolt (Dalt) van Citroenwoud (Lemonwood).
- Dayne van Sterrenval (Starfall).
- Fowler van Skyreach.
- Gargalen van Zoutkust (Salt Shore).
- Jordayn (Jordayne) van de Bult (the Tor).
- Manwouding (Manwoody) van Koningsgraf (Kingsgrave).
- Qorgyl (Qorgyle) van Zandsteen (Sandstone).
- Santagar van Spottswood.
- Toland van Ghost Hill.
- Uller van Helleholt (Hellholt).
- Vaith van de Red Dunes.
- Wyl van Wyl.
- Yzerhout (Yronwood) van Yzerhout (Yronwood).